# 汤岗子牧场
汤岗子牧场是位于中国辽宁省鞍山市千山区一个类似乡级单位。
1987年，撤销汤岗子街道，成立汤岗子镇时，曾划入汤岗子牧场的3个村（靛池沟村、东汤河村、西汤河村）。

## 行政区划
下辖以下地区：
汤岗子牧场虚拟生活区。